# Agedincum
Agedincum (néha Agendicum) ókori város a Római Birodalom Gallia provinciájában, azon belül Lugdunensis tartományban, a mai Yonne folyó partján. A gall szenonok törzsi területein feküdt, ebből a népnévből eredt későbbi névváltozata, az Agedincum Senonum és a Senones, a mai neve – Sens – is ebből származik.

## Története

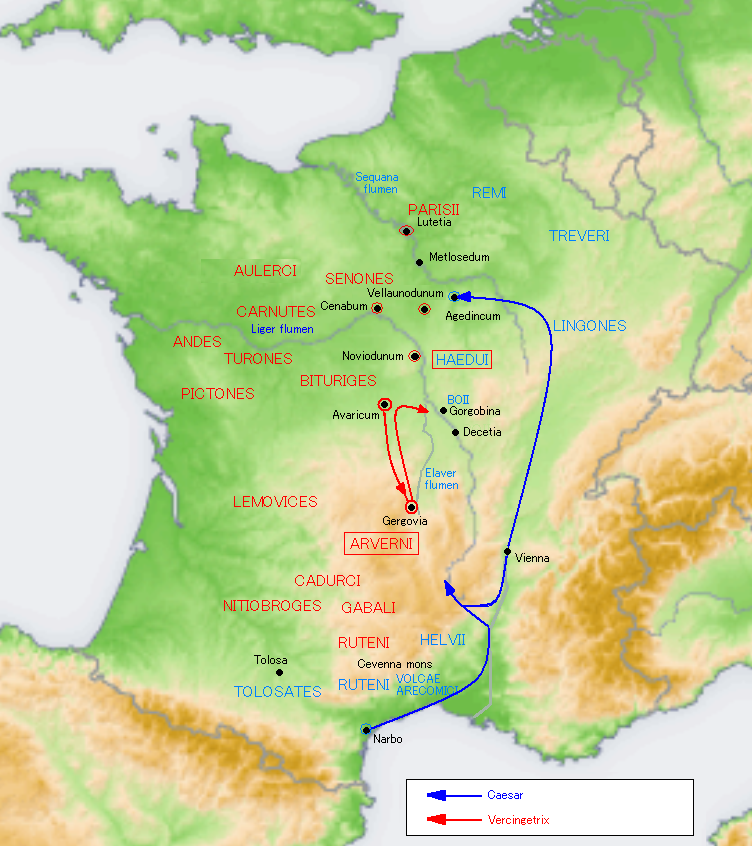
Iulius Caesar Agedincum elleni hadjárata

A város római alapítású, amit a városmag tipikus utcaszerkezete mutat, de ez nem zárja ki korábbi szenon település létét. Két, egymásra merőleges, kövezett római út alkotta a vázát az úthálózatnak. Első említései a római köztársaságkor végéről származnak, Caius Iulius Caesar Commentarii de bello Gallico című művében többször is említi a települést és környékén a szenonokat. I. e. 53-ban a galliai invázió idején Caesar hat légióval telelt a város déli részén a „Caesar tábornak” nevezett helyen. A későbbi korokban a város fallal körülvett erőd, a bezárt terület 25 hektár körüli. Ammianus Marcellinus szerint a szenonok legfontosabb települése. 356-ban Iulianus caesar itt töltötte a telet a Colonia Agrippina ellen vezetett hadjárata után, majd innen indult a nagy argentoratumi győzelemmel végződő következő hadjáratára. Közigazgatási központ a Római Birodalom 375-ös átszervezéséig, amikor is Lugdunensis Quarta lett a főváros.
A várost 731-ben a szaracénok, 886-ban a normannok foglalták el, végül 1055-től a Francia Királyság része.